# Adriana Amado Suárez
Adriana Amado (Ciudad de Buenos Aires, 17 de abril de 1966) es una docente, investigadora y analista de medios. Se graduó como doctora en Ciencias Sociales en la Facultad Latinoamericana de Ciencias Sociales, magíster en Comunicación Institucional y Licenciada en Letras en la Universidad de Buenos Aires (UBA), especializándose en temas de comunicación pública y medios. Cuenta con un posdoctorado en la Universidad de Salamanca. Actualmente es docente e investigadora en Madrid y profesora visitante en Iberoamérica.
Cuenta con numerosas publicaciones académicas, siete libros de su autoría y diez obras colectivas en calidad de editora. Además, desarrolla una labor cívica desde Infociudadana iniciativa que promueve la información pública responsable a través de talleres y libros de divulgación. Es colaboradora del diario La Nación.

## Trabajos publicados
- Las metáforas del periodismo: mutaciones y desafíos (2021). Ampersand. ISBN 978-987-4161-65-9
- Política pop: de líderes populista a telepresidentes (2016). Ariel. ISBN 978-9873804328
- La prensa de la prensa: Periodismo y relaciones públicas en la información (2016). Biblos.
- ¿Qué periodismo se hace en Argentina? - Perspectivas locales y globales (1ª edición). Konrad Adenauer Stiftung. 2018. ISBN 978-987-1285-59-4. En coautoría.
- Periodismos argentinos: modelos y tensiones del siglo XXI (1ª edición). Konrad Adenauer Stiftung. 2016. ISBN 978-987-1285-47-1. Obra colectiva
- La comunicación pública como espectáculo: relatos de la Argentina del siglo XXI (1ª edición). Konrad Adenauer Stiftung. 2014. ISBN 978-987-1285-39-6. Obra colectiva
- Prensa y comunicación - Gestión de relaciones informativas responsables (1ª ed. 1ª reimp. edición). La Crujía. 2014. ISBN 978-987-601-098-6.
- La palabra empeñada (2010).
- Auditoría de comunicación (2008)
- Periodismo de calidad: debates y desafios (1ª edición). La Crujía. 2007. ISBN 978-987-601-038-2. En coautoría con Rodolfo Barros y Fernando Ruiz
- La mujer del medio (1ª edición). Libros del Rojas. 2003. ISBN 978-987-1075-22-5.
- Prensa y comunicación - Personas y empresas frente a los medios (1ª edición). Ediciones Macchi San Luis. 2003. ISBN 978-950-537-598-1.
- Comunicaciones públicas - El modelo de la comunicación integrada (1ª edición). Temas Grupo Editorial. ISBN 978-987-9164-35-8. En coautoría con Carlos Castro